# Багузов, Николай Павлович
Николай Павлович Багузов (14 октября 1906, Митьковщина, Оршанский район — неизвестно) — советский инженер-строитель. Заслуженный строитель РСФСР (1973). Лауреат Государственной премии СССР (1977). Кандидат технических наук.

## Биография
Родился 14 октября 1906 года в деревне Митьковщина Витебской области. В 1932 году окончил Высшее инженерно-строительное училище.
Работал в отделе промышленного строительства Промстройпроекта. Позднее возглавил Главпромстройпроект Госстроя СССР.
Автор ряда трудов по промышленному строительству. В 1954 году защитил диссертацию на соискание учёной степени кандидата технических наук по теме «Одноэтажные производственные здания без фонарей верхнего света (бесфонарные здания)».
Член Союза архитекторов СССР с 1939 года. Член КПСС с 1959 года.

## Награды и звания
- Государственная премия СССР (1977) — за разработку и внедрение системы унификации промышленных зданий и сооружений[5]
- Заслуженный строитель РСФСР (1973)[6]